# Гусейн III
Гусейн III (*араб. الداي حسين; бл. 1764–1838) — останній дей Алжиру в 1818—1830 роках. Надмірною впертістю спровокував війну з Францією, проти якої не наважився зрештою збройно оборонятися.

## Життєпис
Про батьків нічого невідомо. Батька звали Аль-Хусейн. Народився 1764 або 1765 року в м. Урла (за іншими відомостями в Ізмірі). Замолоду перебрався до Алжиру, можливо був яничаром. Його кар'єрі сприяв шлюб з донькою Сіді-Гасана, дея Алжиру.
У березні 1818 року після смерті дея Алі V під час епідемії чуми, диван Алжиру обирає новим деєм Гусейна. Спрямував зусилля на остаточну здобуття незалежності. Водночас провів низку реформ що умов звільнення полонених і рабів та забезпечення свободи віросповідання для жидів.
Разом з тим вступив у конфлікт з королівством Франція, де на той час відбулася реставрація династії Бурбонів. Гусейн III вирішив переглянути франко-алжирську конвенцію 1815 року щодо надання французьким кампаніям монополії у добуванні перлів і коралів та торгівельних привілеїв в обмін на сплату 60 тис. франків. Вже у 1818 році дей оголосив про підвищення виплат до 200 тис. франків. Натомість французи бажали отримати факторії Ель-Кла і Бастіон ді Франс. Зрештою домовилися про сплату частини з 200 тис. франків в обмін на відновлення Ель-Кала.
Втім у 1826 році французи стали зводити нові укріплення в Ель-Калі. Разом з тим Гусейн III став вимагати сплати за надані товари й харчі, які були передані попередніми деями урядам Французької республіки часів директорії й консульства, а також Французької імперії. Розмір боргу Франції становив 7 млн франків.
Небажання французького уряду домовлятися призвело до того, що дей дозволив алжирським військовим судам напади на європейські судна під французьким прапором, а також скасував французьку монополію на добування коралів, дозволивши це розбити іншим європейським компаніям.
27 квітня 1827 року під час аудієнції генеральному консулу Франції П'єром Девалем, останній презирливо відповів дею, що той може спілкуватися з Францією лише через генерального консула, давши зрозуміти про невизнання самостійного статусу Алжиру. У відповідь Гусейн III вдарив французького консула мухобійкою.
У відповідь Гусейну III було оголошена, що війни можна уникнути, якщо він вибачиться перед Девалем у присутності усіх європейських консулів, на Касбі (головній фортеці Алжиру) буде встановлено французький прапор й вітати Деваля повинен постріл з 110 гармат. Дей відмовився.
Спочатку французи встановили морську блокаду порту Алжиру, але вона не мала значного результату. Але вже навесні 1828 року уряд Жана Мартіньяк спробував відновити стосунки з Алжиром. Для цьому дею було запропоновано прислати до Парижу посланцям. Але Гусейн III заявив, що нехай Франція присилає нового консула, якому він висуне вимоги. Така упертість спричинила негативну реакцію французького уряду і суспільства.
Влітку 1829 року у Франції змінився уряд (його очолив Жуль де Поліньяк), в якому війський міністра Луї де Бурмон виступив за проведення військової кампанії з захоплення Алжиру.
В свою чергу Гусейн III не виявив активності до оборони, вважаючи попередні слабкі дії французів за непевність у боротьбі проти Алжиру. Лише, коли французи у березні 1830 року в тулоні стали збирати потужний флот, дей почав в свою чергу готуватися до війни. У нього було 22 тис. регулярного війська, 5 тис. яничар, 7 тис. арабської кінноти, 10 тис.ка білом і 10 тис. берберів.
У червні 1830 року почалися бойові дії, коли французьке 34-тисячне військо раптово висадилося в місцині Сіді-Ферруш на схід від міста Алжир. Дей навіть не намагався їм завадити. Французи завдавши поразки алжирському війську, швидко досягли Алжиру, де штурмом захопили Касбу. за цим почався обстріл Алжира. За цих обставин Гусейн III не наважився почати проти ворога загальну війну, почавши перемовини з де Бурмоном щодо отримання гарантій для себе та свого почту. Зрештою було домовлено про передачу міста Алжира французам. Самого дея з родиною було відправлено на о. Менорка. Він отримав змогу увезти власні кошти, а велика державна скарбниця дісталася французам.
Згодом колишній дей перебрався до Неаполю, де мешкав рік. У 1831 році відвідав Париж. У 1832 році перебрався до Ліворно у великому герцогстві Тосканському. У 1833 році здійснив хадж. За цим перебрався до Єгипту. Помер в Александрії 1838 року.